# Wilde Maus (Film)
Wilde Maus ist eine Filmkomödie von Josef Hader aus dem Jahr 2017. Die österreichisch-deutsche Koproduktion kam in Österreich am 17. Februar 2017 in die Kinos, in Deutschland und der Schweiz startete der Film am 9. März 2017. Die Premiere erfolgte im Rahmen der Internationalen Filmfestspiele Berlin 2017 am 11. Februar, wo der Film in den Wettbewerb um den Goldenen Bären eingeladen wurde.

## Handlung
Dem 55-jährigen Georg, seit vielen Jahren angesehener und gefürchteter Musikkritiker bei einer Wiener Zeitung, wird von seinem Vorgesetzten Waller aufgrund von Sparmaßnahmen gekündigt. Seiner 43-jährigen Frau Johanna teilt er dies nicht mit. Johanna möchte unbedingt ein Kind von ihm und ist hauptsächlich mit ihrem Zyklus beschäftigt. Abgesehen von dem dafür erforderlichen Geschlechtsverkehr nach dem Eisprung ist ihre Liebe zueinander erkaltet, Georg behandelt sie meist verletzend und herablassend. Johanna arbeitet als Verhaltenstherapeutin; einer ihrer Klienten ist der unsichere schwule Veganer Sebastian, der einige merkwürdige Verhaltensmuster zeigt und sich vorübergehend sogar in sie verliebt.
Tagsüber füllt Georg die Leere in seinem Leben, indem er mit seinem ebenfalls arbeitslosen ehemaligen Schulkollegen Erich, den er zufällig wiedergetroffen hat, sowie dessen rumänischer Freundin Nicoletta eine alte Achterbahn namens Wilde Maus im Prater saniert und wieder fahrtauglich macht. Georg kann sich auf Italienisch mit Nicoletta unterhalten, Erich kann das gar nicht, weshalb sie ihn später verlässt. Nachts unternimmt Georg mehrere kindische Racheaktionen gegen Waller in Form von Sachbeschädigungen an dessen Auto oder Grundstück, später besorgt er sich aus zunächst unklaren Gründen eine Schusswaffe.
Johanna bekommt ein Angebot von Waller, für seine Mitarbeiter als Coach tätig zu sein, und erfährt von ihm, dass Georg entlassen wurde. Als Georg von Wallers Annäherungsversuchen erfährt, beschließt er, ihn zu ermorden, sucht ihn an seiner Urlaubsadresse auf und bedroht ihn. Hier erst erfährt der Zuschauer, dass der labile Sebastian und der selbstsichere Waller ein Paar sind, aber auch nicht konstruktiv kommunizieren können. Der Mordanschlag wird verhindert, da Georg unmöglich beide erschießen kann. Er fährt davon und setzt sich nackt in den Schnee, um zu erfrieren, wird aber von zwei Männern entdeckt, flieht zu seinem Wagen, fährt nur in Unterhosen zurück nach Wien und erbittet von Johanna telefonisch einige Kleidungsstücke. Sie steigt zu ihm ins Auto und lässt sich die gesamte Geschichte erzählen, wobei sie die Straße blockieren. Die Schlussszene deutet eine Versöhnung an.

## Produktion

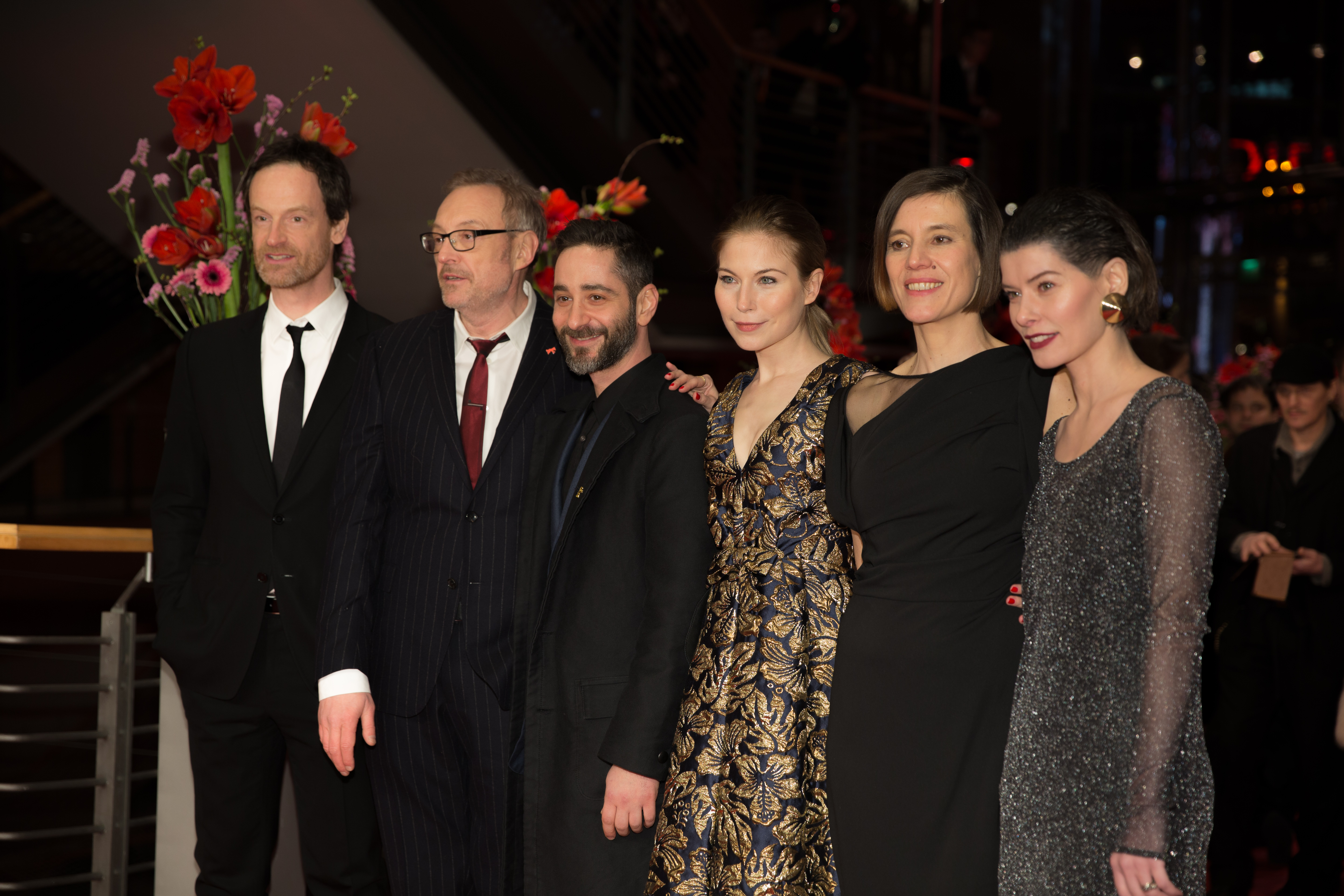
Die Hauptdarsteller bei der Premiere während der Berlinale 2017

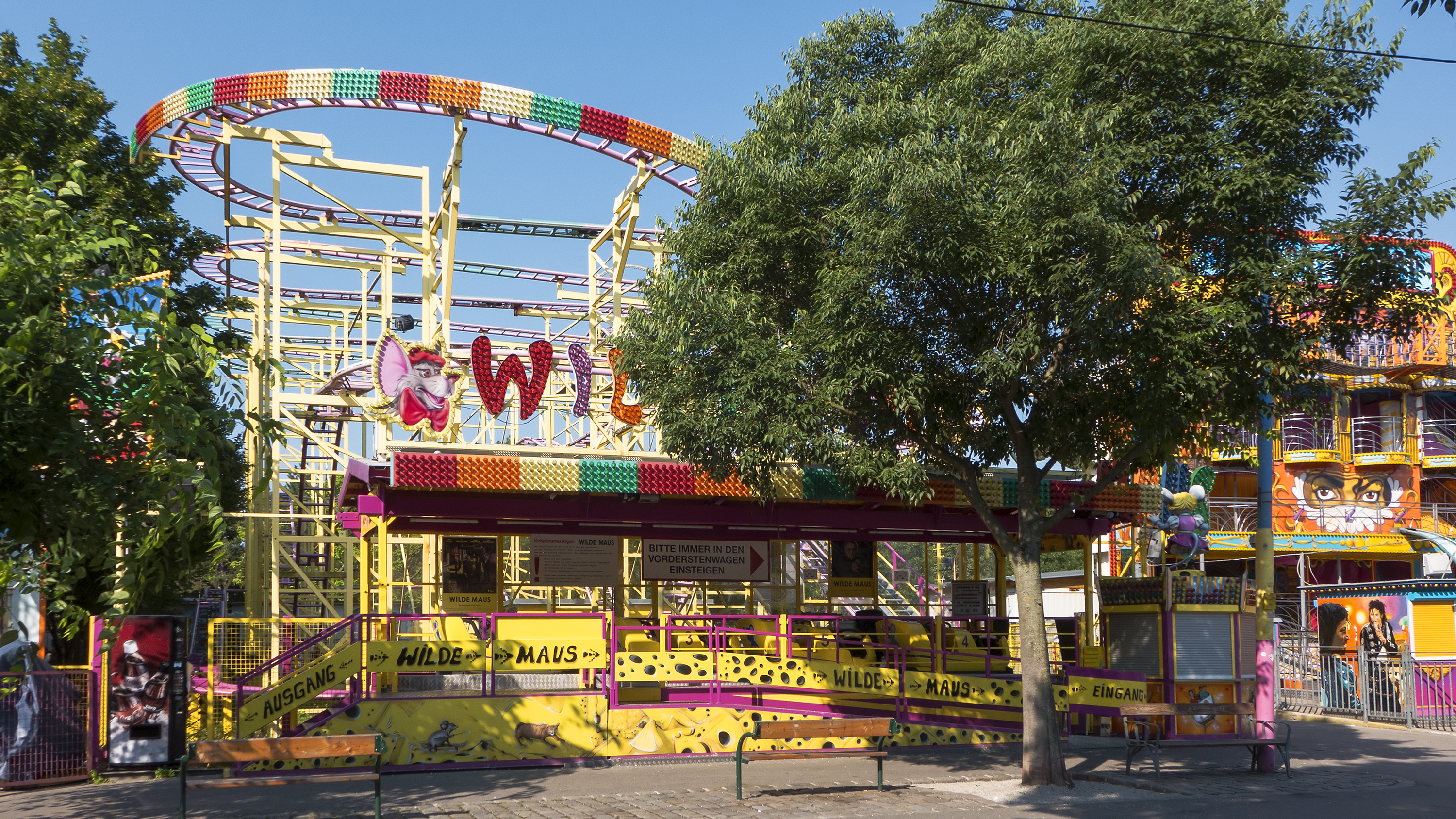
Hochschaubahn Wilde Maus im Wurstelprater in Wien 2

Die Dreharbeiten fanden von September bis November 2015 in Wien und Niederösterreich statt, gedreht wurde unter anderem im Wiener Prater. Unterstützt wurde der Film vom Österreichischen Filminstitut, vom Filmfonds Wien und vom Land Niederösterreich, beteiligt waren der Österreichische Rundfunk und die ARD (Degeto). Produziert wurde der Film von Wega Film, Koproduzenten waren die Majestic Film und FreibeuterFilm. Für den Ton zeichnete Hjalti Bager Jonathansson verantwortlich, für das Kostümbild Max Wohlkönig und für das Szenenbild Christoph Kanter.
Für Josef Hader, der auch als Hauptdarsteller fungierte und für das Drehbuch verantwortlich zeichnete, war dies das Debüt als Regisseur. Titelgebend für den Film ist die Hochschaubahn „Wilde Maus“ im Wurstelprater.
Der Film wurde 2018 im Rahmen der Edition österreichischer Film von Hoanzl und dem Standard auf DVD veröffentlicht.

## Filmmusik
- Antonio Vivaldi: Sonata d-Moll, op. 1, Nr. 12, RV. 63, La Follia (Il Giardino Armonico)
- Georg Friedrich Händel: Wassermusik, Suite Nr. 2, Alla Hornpipe (Aradia Ensemble)
- Franz Schubert: Streichquartett Nr. 14 d-Moll (D 810), Der Tod und das Mädchen (Quatuor Mosaïques)
- Ludwig van Beethoven: 3. Sinfonie in Es-Dur op. 55 Eroica (Deutsche Kammerphilharmonie Bremen)
- Ich tanze nicht, Text & Musik: Markus „Maeckes“ Winter
- Ludwig van Beethoven: 7. Sinfonie in A-Dur op. 92 (Deutsche Kammerphilharmonie Bremen)
- Bilderbuch: Maschin, Man hat mir weh getan / Kopf ab / Ein Boot für uns; Musik: Maurice Ernst, Michael Krammer, Peter Horazdovsky, Andreas Födinger, Clemens Kranawetter; Text: Maurice Ernst, Michael Krammer, Peter Horazdovsky, Andreas Födinger, Philipp Scheibl
- Wolfgang Amadeus Mozart: Eine kleine Nachtmusik (Dirigent: Wolfgang Sobotka, Cappella Istropolitana)
- Robert Schumann: 4. Sinfonie in d-Moll, op. 120 (Fassung von 1851) (Deutsche Kammerphilharmonie Bremen)
- Wozivob: Giuseppe Leonardi
- Igor Stravinsky: Der Feuervogel (Dirigent Robert Craft, Philharmonia Orchestra)
- Georg Gabler: Come on, move on, Text und Musik: Georg Gabler
- Pratermusik 1–6, komponiert von Georg Gabler[12][13]

## Rezeption
Die Süddeutsche Zeitung meinte, es sei „bemerkenswert, wie gut Hader das Handwerk des Filmemachens in seinem Erstling beherrscht“. Ihm gelängen „sehr komische und sehr traurige Bilder, meistens sind sie sogar beides gleichzeitig“. Der Film sei „herrlich lakonisch erzählt, flott montiert, mit dem sicheren Sinn des Kabarettisten für groteske, böse Pointen“.
Der Hollywood Reporter schrieb: „Es ist nicht der originellste oder anspruchsvollste Film der Berlinale, aber es ist der vielleicht mühelos lustigste.“ Die Welt bezeichnete den Film als „elegante, konsequente, perfekt genrevermixende Gesellschaftsgroteske“, die „unterhaltend und rasend komisch“ sei. Das Portal femundo lobte den Film als „intelligente und unterhaltsame Komödie über […] den Mangel an Kommunikation und die Zumutungen des stinknormalen Alltags“.
Der Rundfunk Berlin-Brandenburg meinte hingegen, dass der Film „nicht gerade eine Empfehlung für weitere Filmprojekte mit Josef Hader als alleinigem Regisseur und Drehbuchautor“ sei, visuell nicht viel zu bieten habe und urteilte: „Der fahrige Plot macht zudem mehr Nebenstränge auf, als er sinnvollerweise zusammenführen kann. Da ist das absurd abrupte Ende dann schon fast wieder folgerichtig, weil jeder Versuch einer Abrundung der Geschichte hätte scheitern müssen“. Ähnlich die Variety, die von einem „visuell versierten, aber nicht erinnerungswürdigen Regiedebüt“ sprach.
In Österreich verzeichnete der Film am ersten Wochenende 52.332 Besucher und lieferte damit den erfolgreichsten Kinostart eines österreichischen Films seit Poppitz im Jahr 2002. In Folge wurde der Film mit dem Austrian Ticket für mehr als 75.000 Besucher ausgezeichnet. In Deutschland gelang Wilde Maus der beste Start eines österreichischen Films. Mit 264.284 Besuchern war der Film laut Film Austria der erfolgreichste Film des österreichischen Kinojahres 2017.
2017 war der Film für den DACHS-Drehbuchpreis (Fünf Seen Filmfestival) nominiert.

## Auszeichnungen und Nominierungen
- 2017: Diagonale – Preis für die innovativste Produktionsleistung, Preis für die beste künstlerische Montage[22]
- 2018: Österreichischer Filmpreis 2018 – Nominierung in den Kategorien Bester männlicher Darsteller (Josef Hader) und Beste männliche Nebenrolle (Georg Friedrich)[23]